# インターネット家電
インターネット家電（インターネットかでん、Internet connected home appliance）とは、インターネットに接続する機能を有する家庭向けの電化製品。これによりWeb観覧や対応家電の外出先からの遠隔操作なども可能となる。

## インターネット家電の例
インターネット家電の例としては、インターネットテレビや外出先からテレビの録画予約できるDVDレコーダーなどがある。
また、インターネット家電向けのサービスとしては地上デジタル放送で可能となる双方向サービスや株式会社アクトビラが運営するアクトビラなどがある。